# Björn Orrhede
Björn Orrhede, född 25 maj 1932, är en svensk jurist.
Orrhede blev juris kandidat vid Lunds universitet 1956. Efter tingstjänstgöring 1957–1960 antogs han 1960 som fiskal i Hovrätten för Västra Sverige, tjänstgjorde i Gällivare domsaga 1961–1963 och var tingssekreterare i Jösse domsaga 1963–1964. Han blev assessor i Hovrätten för Västra Sverige 1966 och kom till Justitiedepartementet 1965, där han utnämndes till kansliråd 1971 och till departementsråd 1973. När Kammarrätten i Sundsvall bildades 1974 utnämndes Orrhede till kammarrättspresident, ett ämbete han upprätthöll till sin pensionering 1998. Han var ordförande, ledamot eller expert i ett flertal statliga utredningar.